# مایکل دیرامو
مایکل دیرامو (انگلیسی: Michael D'Eramo؛ زادهٔ ۱۳ اوت ۱۹۹۹) بازیکن فوتبال است.